# Evgena
Evgena (auch Eviéna, griechisch Ευγένα [ɛvˈʝɛna]) ist der Titel eines als Tragödie bezeichneten religiösen Dramas in griechischer Sprache, das 1646 in Venedig erstmals im Druck veröffentlicht wurde. Als Verfasser wird ein nicht weiter bekannter Theodoros Montzeleze (auch Montseleze; griechisch Θεόδωρος Μοντσελέζε) von der Insel Zakynthos genannt. Das Originalmanuskript der Evgena wurde von dem italienischen Neogräzisten Mario Vitti entdeckt, der anschließend auch die maßgebliche moderne Textedition vorgelegt hat. Das Stück hat die Kenntnis der frühneuzeitlichen Theaterproduktion im volkssprachlichen Griechisch erheblich erweitert.

## Schriften
Editionen
- Mario Vitti, Giuseppe Spadaro (Hg.): Τραγωδία ονομαζομένη ΕΥΓΕΝΑ του Κυρ Θεοδώρου Μοντσελέζε 1646. Athen, 1995.
- Mario Vitti (Hg.): Teodoro Montselese, Ευγένα. Neapel, 1965.

Studien
- Mario Vitti: Eviena. Tragedia secentesca di Zante e gli influssi del teatro italiano su quello neoellenico. In: Accademie e biblioteche d'Italia, a. 31, n. 2–3, 1963.